# Tata Venture
Le Tata Venture est un modèle de monospace/minibus produit par Tata Motors en Inde, basé sur le Tata Super Ace.

## Présentation
Le 6 janvier 2011, Tata Motors a lancé son Venture, pouvant accueillir jusqu’à 8 passagers sur le marché automobile indien en trois variants et équipés de moteurs diesel turbocompressé de 1,4 litre avec une boîte de vitesses manuelle à 5 vitesses, délivrant une puissance maximale de 71 ch,. Le monospace possède également un double système CVC, une direction assistée, des vitres électriques, l'aide au stationnement en marche arrière, l'accès sans clé et des essuie-glaces arrière,.